# Ophrys fuciflora
Ophrys fuciflora är en orkidéart som först beskrevs av Franz Wilibald Schmidt, och fick sitt nu gällande namn av Conrad Moench. Ophrys fuciflora ingår i ofryssläktet, och familjen orkidéer.

## Underarter
Arten delas in i följande underarter:
- O. f. andria
- O. f. apulica
- O. f. biancae
- O. f. bornmuelleri
- O. f. candica
- O. f. chestermanii
- O. f. elatior
- O. f. fuciflora
- O. f. grandiflora
- O. f. lacaitae
- O. f. oxyrrhynchos
- O. f. parvimaculata
- O. f. ziyaretiana

## Bildgalleri

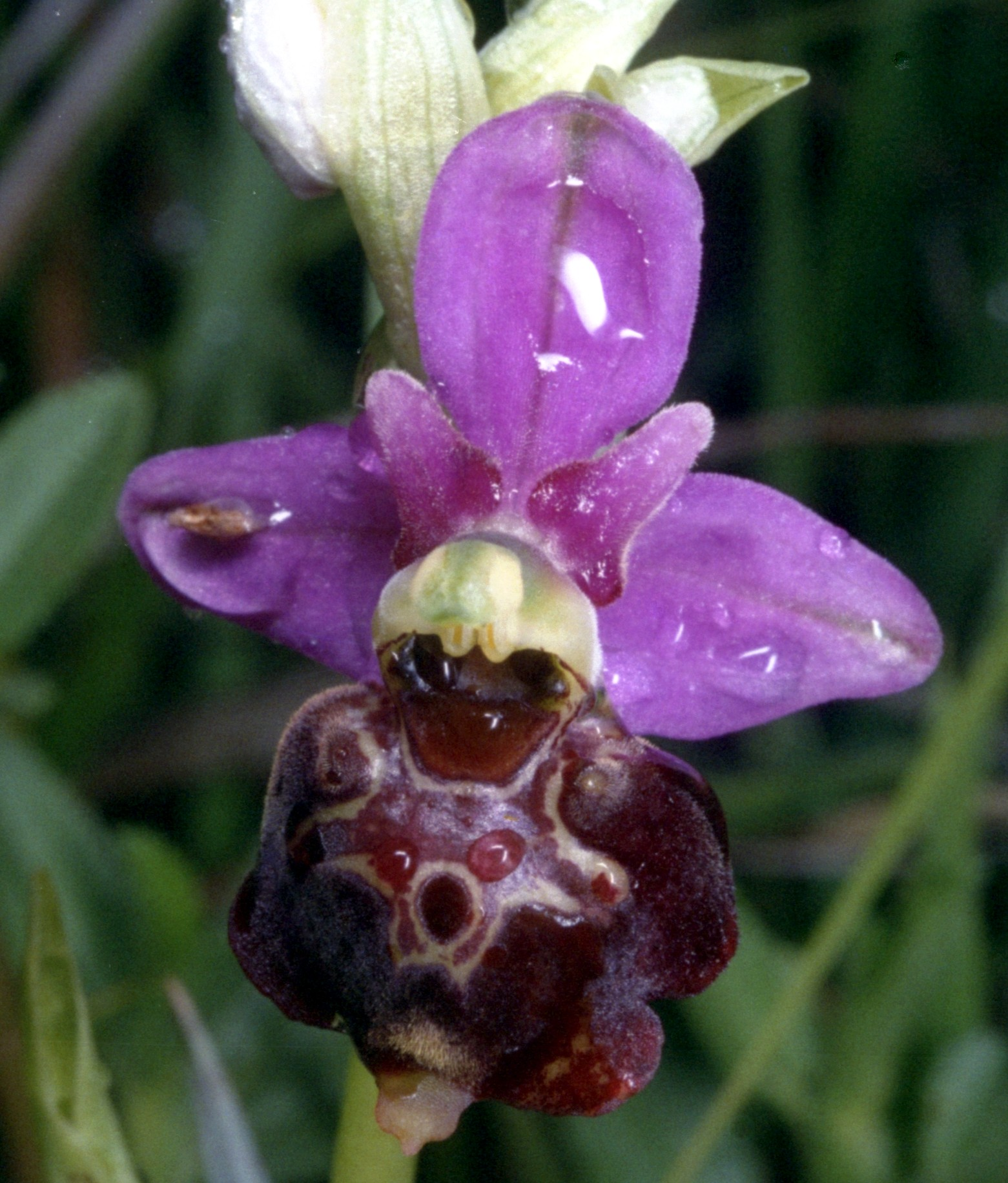
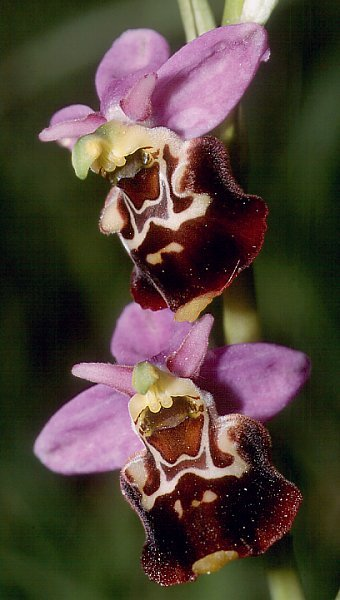
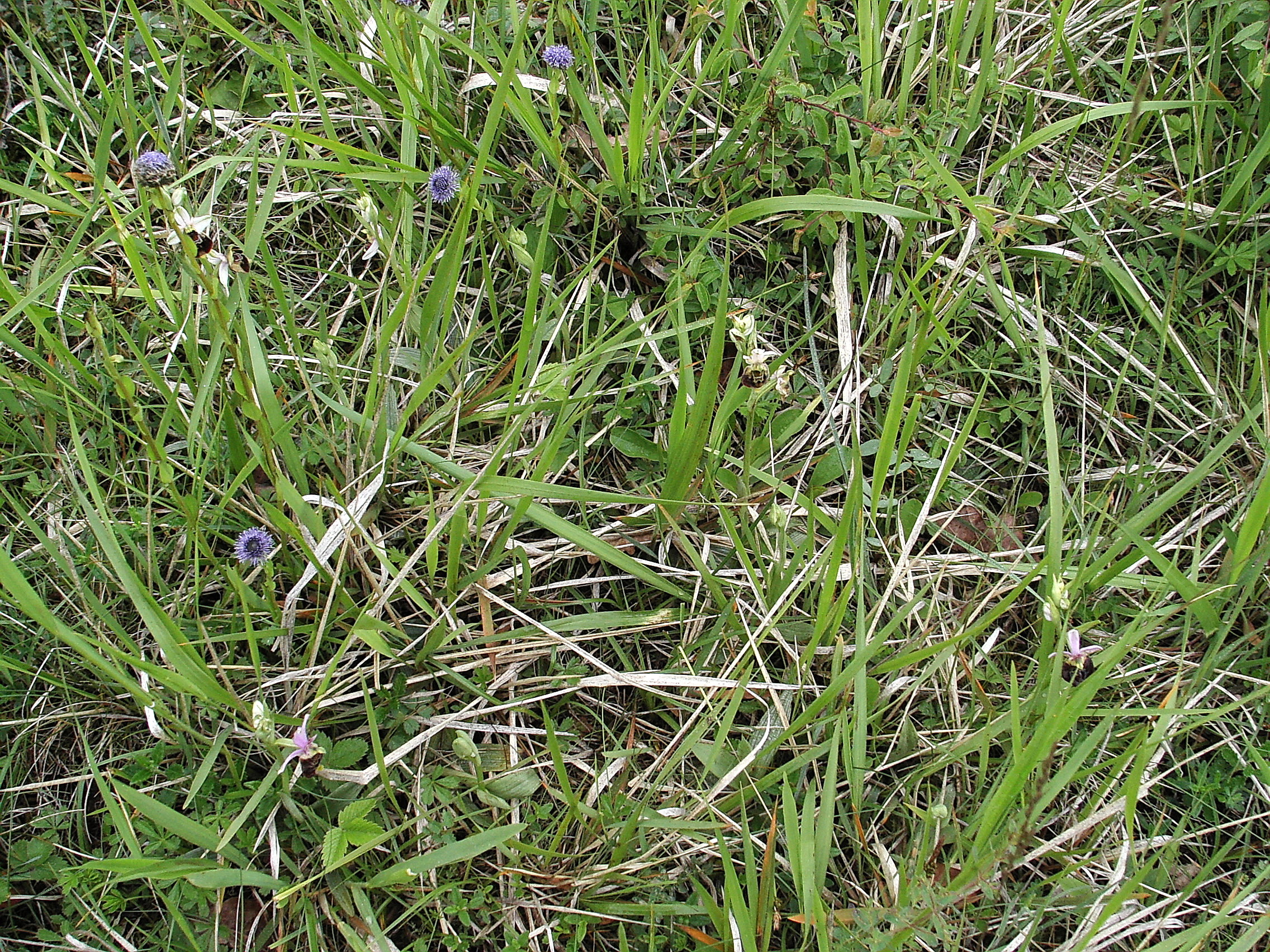
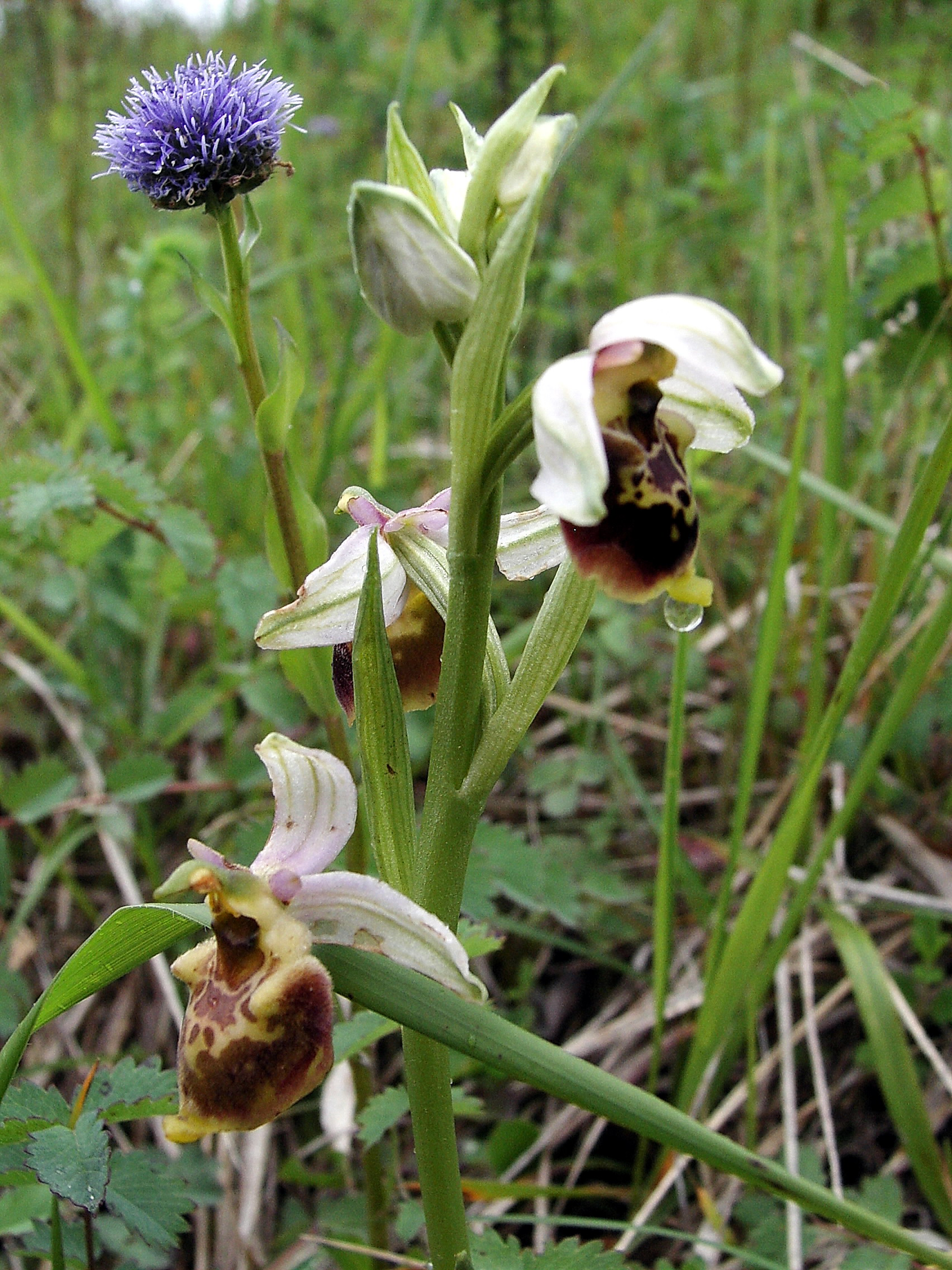
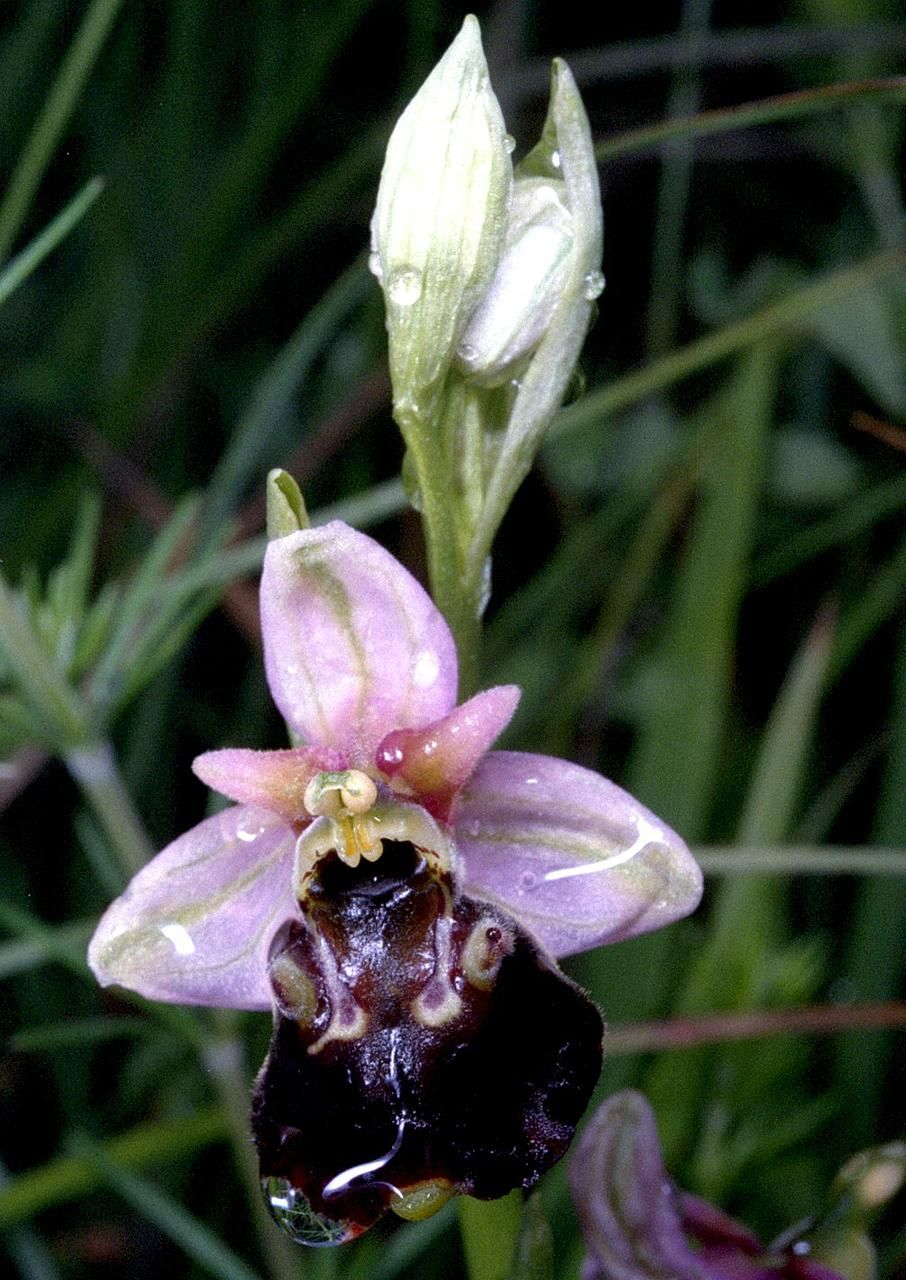
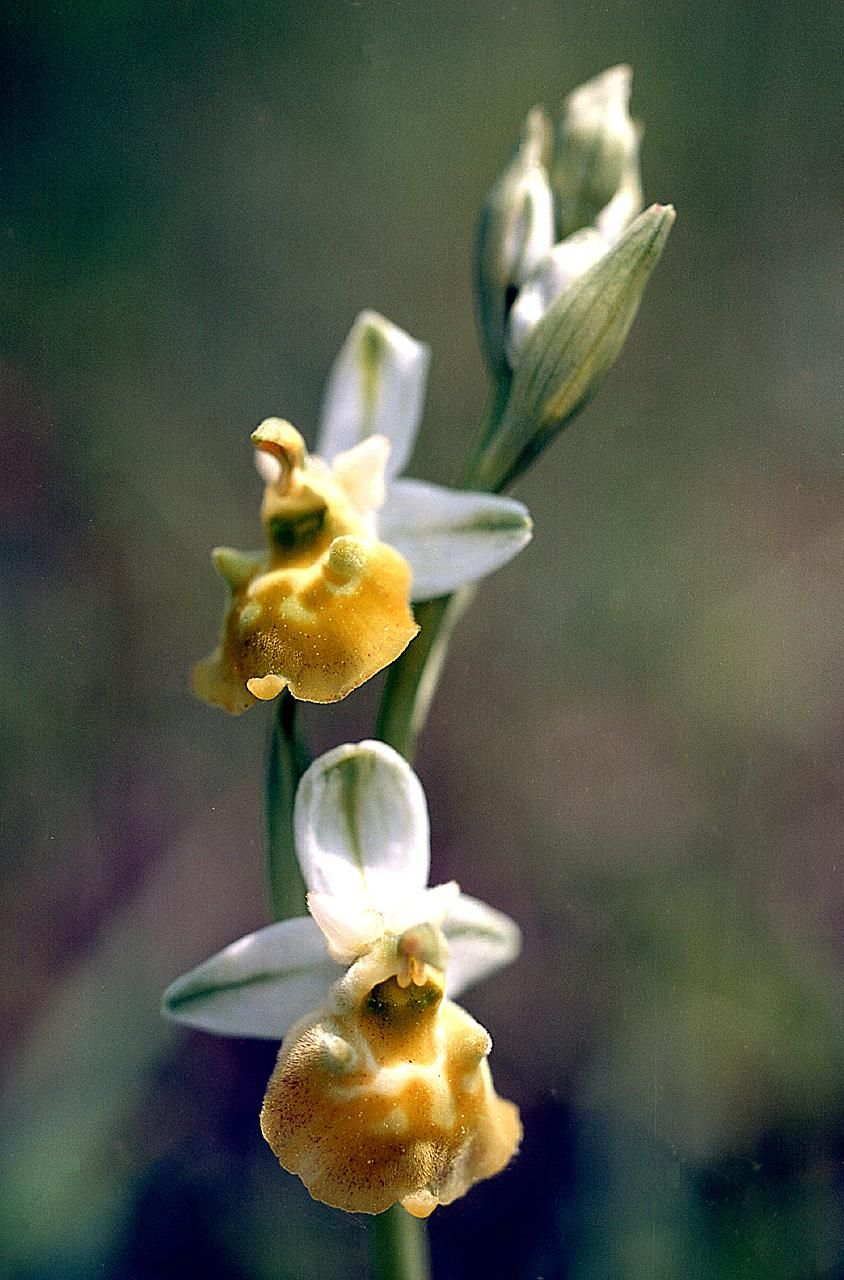